# اعلامیه بی‌طرفی ارتش
بعد از بازگشت روح‌الله خمینی و به دنبال مذاکرات مهدی بازرگان و اعضای دولت موقت با ارتش، شورای فرماندهان ارتش ساعت ۱۰:۳۰ صبح روز ۲۲ بهمن ۱۳۵۷ با حضور ۲۷ نفر تشکیل جلسه داد و با توجه به نافرمانی‌های سربازان و اوضاع عمومی و مذاکرات انجام شده، فرماندهان نظامی به این نتیجه رسیدند که ارتش باید اعلام بی‌طرفی کند؛ در این بیانیه ارتش اعلام کرد به دلیل جلوگیری از هرج و مرج و خونریزی بیشتر، بی‌طرفی خود را در مناقشات سیاسی وقت اعلام و به یگان‌های نظامی دستور داده شد که به پادگان‌های خود مراجعت نمایند. گفته می‌شود که ارتشبد عباس قره‌باغی و ارتشبد فردوست نیز نقش مهمی در این اعلام بی‌طرفی داشته‌اند.
متن اعلامیه بی‌طرفی ارتش از اخبار ساعت ۱۳:۰۰ و ۱۴:۰۰ روز ۲۲ بهمن ۱۳۵۷ از رادیو پخش شد.

## روند صدور بیانیه بی‌طرفی
جلسه شورای فرماندهان ارتش در ساعت ده و نیم روز ۲۲ بهمن ۱۳۵۷ به دستور و درخواست قره‌باغی ریاست ستاد بزرگ ارتشتاران جلسه ای با حضور امرا و اعضای ارشد ارتش و مسئولان سازمان‌های نیروهای مسلح شاهنشاهی تشکیل شد. قره‌باغی در خاطراتش می‌گوید که در روز قبل او در جلسه شورای امنیت ملی مطمئن بوده که مقدار زیادی اسلحه در دست مخالفان بوده و شورش‌هایی در مدرسه‌های نظامی رخ داده است و ارتش توان سرکوبی و دستگیری مخالفان را ندارد. همچنین سیستم اطلاعاتی درون ارتش به دلیل نفوذ انقلابیون توانایی خود را از دست داده و امکان استفاده مؤثر را ندارد.

### مذاکرات جلسه
اظهارات سپهبد هوشنگ حاتم در مورد اینکه شاپور بختیار در مجلس و در سنا و در مصاحبه خود در ۲۱ بهمن ۱۳۵۷ اعلام کرده به‌دنبال جمهوری است و بنابراین ارتش شاهنشاهی دیگر تعهدی به او ندارد همه را تحت تأثیر قرار داد و باعث شد به یک نظر همگانی دست یابند.
سرهنگ سید محمدعلی شریف‌النسب فرمانده لشکر ۸۴ خرم‌آباد، مدعی است که تیمسار هوشنگ حاتم از دو هفته قبل به ارتشبد قره‌باغی می‌گفته که باید ارتش برای مردم و انقلاب بماند.

#### ارتشبد عباس قره‌باغی
وی مقدمه ای را راجع به شرایط بیان می‌کند که شامل نکات زیر است:
- درگیری در مرکز آموزش نیروی هوایی دوشان تپه
- درخواست وی از نیروی زمینی (بدره ای) برای ارسال نیرو به دوشان تپه و عدم موفقیت آنها برای انجام این عمل.
- اشغال شدن کلانتریها توسط مخالفان
- ناموفق بودن طرح افزایش زمان حکومت نظامی از روز گذشته
- عدم موفقیت وی در پیدا کردن خسروداد (رئیس هوانیروز) برای اعزام یک هلیکوپتر برای جلوگیری از اشغال مسلسل سازی که منجر به سقوط آنجا شد.

#### سپهبد ناصر مقدم
سپهبد مقدم معاون نخست‌وزیر و رئیس سازمان اطلاعات و امنیت کشور:
- مدتی است آقای نخست‌وزیر سازمان اطلاعات و امنیت کشور را عملاً منحل کرده‌اند و لایحه انحلال سازمان امنیت هم چند روز پیش از تصویب مجلس گذشت. در حقیقت سازمان امنیتی وجود ندارد و تمام پرسنل این سازمان در سطح کشور بلاتکلیف و سرگردان هستند.
- مردم در نقاط مختلف به ادارات سازمان امنیت حمله نموده، ضمن غارت وسائل، ساختمانها را آتش می‌زنند.
- مخالفان به خانه‌های رؤسا و پرسنل ساواک نیز حمله می‌کنند، زندگی خود و خانواده‌هایشان در خطر می‌باشد.
- خودم هم که الساعه درخدمت تیمساران هستم بلاتکلیف می‌باشم و در اجرای دستور تیمسار ریاست ستاد در اینجا حاضر شده‌ام و اطلاعاتی بیش از تیمساران ندارم تا به اطلاع شورا برسانم.»

#### سپهبد عبدالعلی بدره‌ای
سپهبد بدره‌ای فرمانده نیروی زمینی:
- کلیه عده‌های موجود نیروی زمینی در تهران و همچنین لشکر گارد در اختیار فرمانداری نظامی تهران هستند، و نیروی زمینی شاهنشاهی عده اضافی و احتیاط ندارد که برای کمک در اختیار سازمان‌ها و قسمت‌هایی که تلفن زده و تقاضا می‌نمایند، بگذارد.
- یگان گارد جاویدان هم مأموریت مخصوص دارد و باید از کاخ‌های سلطنتی حفاظت نماید، در این مورد هم به دستور ریاست ستاد به سرلشکر نشاط مراجعه شد. جواب داد که حق ندارد از یگان گارد جاویدان برای مأموریت فرمانداری نظامی استفاده کند.
- یک گردان پیاده هم دیروز از لشکر قزوین خواسته بودم ولی چون ستون قادر به برقراری ارتباط با نیروی زمینی نبود، برابر اطلاع در حدود کاروانسرا سنگی مخالفان جاده را بسته و جلوشان را گرفته‌اند که تا این ساعت به تهران نرسیده و اطلاع صحیحی از وضع آن نداریم.
- دیشب ۳۰ دستگاه تانک از لشکر گارد برای کمک به مرکز آموزش دوشان‌تپه نیروی هوایی آماده کردیم ولی چون ارابه‌ها مهمات نداشتند مدتی طول کشید تا از زاغه‌ها مهمات برسد، ساعت ۳ پس از نصف شب به سرپرستی سرلشکر ریاحی فرمانده لشکر گارد حرکت کردند. در تهرانپارس مردم جلوی ستون اعزامی را گرفته ضمن تیراندازی، ارابه‌ها را آتش زدند که ابتدا خبر تیر خوردن و سپس شهادت سرلشکر ریاحی رسید.
- دیشب عده‌ای از پرسنل نیروی زمینی مأمور به فرمانداری نظامی و کلانتری‌ها با بی‌ترتیبی به سربازخانه‌های مرتبط مراجعت نموده‌اند که در نتیجه سبب ایجاد وحشت و بی‌نظمی شده‌اند و در بعضی از یگانها نیز هرج و مرج ایجاد گردیده است.
- نیروی زمینی که اساساً وضعیت بسیار نامطلوبی داشت، در اثر وقایع ناگوار چند روز اخیر وضع آن به صورتی درآمده که باید بگویم قادر به هیچ‌گونه عملی نمی‌باشد.

#### سپهبد جعفر صانعی
سپهبد صانعی معاون لجستیکی فرمانده نیروی زمینی:
- «من امروز صبح به تیمسار ریاست ستاد بزرگ ارتشتاران تلفن زده اظهار نمودم: با توجه به بررسی‌هایی که در طول دیشب با حضور فرمانده نیرو و معاونین در ستاد نیروی زمینی به عمل آوریم، برای اینکه تیمسار ریاست ستاد از وضعیت واقعی امکانات نیروی زمینی مطلع باشند، وظیفه خود دانستم که به اطلاع تیمسار برسانم که روی نیروی زمینی حساب نکنید»!
- سپهبد بدره‌ای و معاونین نیروی زمینی نیز اظهارات وی را تأیید نمودند.

#### سپهبد امیرحسین ربیعی
امیرحسین ربیعی فرمانده نیروی هوایی شاهنشاهی (که قبلاً در ۱۹ بهمن با انقلابیون اعلام همبستگی کرده بود و خودش در ۲۱ بهمن کمک به بازشدن اسلحه خانه کرده بود):
- جریان زد و خورد همافران و هنرجویان مرکز آموزش نیروی هوایی با افراد گارد را تشریح نمود.
- توضیح داد که چگونه تظاهرکنندگان وارد محوطه مرکز آموزش هوایی شده و با کمک همافران و هنرجویان در اسلحه‌خانه‌ها را باز کرده و به سلاح‌ها دسترسی پیدا کردند
- «هم‌اکنون مرکز آموزش دوشان‌تپه در محاصره مخالفان و محوطه مرکز آموزش در اشغال همافران و هنرجویان مسلح می‌باشد»
- «من به ریاست ستاد بزرگ و همچنین دیشب در شورای امنیت ملی عرض کردم که نیروی هوایی در مقابل همافران و جمعیتی که در اطراف محوطه مرکز آموزش هوایی اجتماع کرده و پشت‌بام‌های اطراف مرکز را مسلحانه اشغال نموده‌اند به هیچ‌وجه قادر به انجام عملی نمی‌باشد و لازم است فرمانداری نظامی یا نیروی زمینی به ما کمک کند، ولی تا این ساعت عده کمکی به مرکز آموزش دوشان‌تپه نرسیده است.»
- و بعد راجع به نداشتن گاز در آشپزخانه‌ها و سوخت برای خودروها و سایر مشکلات و نیازمندی‌های لجستیکی صحبت نموده و اضافه کرد: «به علت تیراندازی، من در پست فرماندهی نیروی هوایی زندانی بودم و الآن هم با وضع بسیار بدی و به حالت خزیده توانستم خود را از ساختمان پشت فرماندهی به هلیکوپتر برسانم و در این جلسه شرکت کنم، چون دائماً از پشت‌بام‌های اطراف تیراندازی می‌کنند. حالا هم هر چه زودتر باید برگردم به پست فرماندهی و باید در آنجا باشم.»

#### سپهبد احمدعلی محققی
سپهبد محققی، فرمانده ژاندارمری:
- «دیشب از ژاندارمری کشور به من اطلاع دادند که تعدادی از پرسنل شهربانی پس از تخلیه کلانتری‌های مرتبط با وضع بسیار بدی در حالت فرار به سربازخانه ونک – مرکز آموزش افسری ژاندارمری – پناه برده‌اند. افسران نگهبان کسب تکلیف می‌کردند که چه بکنند، بالاخره دستور دادم تا در یک آسایشگاهی به آنها جا بدهند، ولی ورود پاسبانان شهربانی با بی‌تربیتی به سربازخانه ونک سبب ایجاد وحشت و بی‌نظمی در سربازخانه گردیده و نتیجه بسیار نامطلوبی داشته است، به طوری که عده‌ای از سربازان ژاندارمری شبانه از دیوار سربازخانه پریده و فرار نموده‌اند.
- دیشب از اداره وظیفه عمومی تلفنی اطلاع دادند که جمعیت زیادی در مقابل اداره جمع شده و شعار می‌دهند، و تعداد نگهبانان برای جلوگیری از تجاوز احتمالی آنها به اداره وظیفه عمومی به هیچ‌وجه کافی نیستند، و برای تقویت مأموران نگهبانی از فرمانداری نظامی کمک خواسته‌اند، ولی سپهبد رحیمی جواب داده که فرمانداری نظامی عده احتیاط ندارد که به کمک آنها بفرستد، وقتی به تیمسار بدره‌ای مراجعه کردم، ایشان هم همین جواب را به من دادند.»
- «ستاد ژاندارمری کشور، چند روز است که در محاصره مخالفان می‌باشد و ما مجبور هستیم که با لباس شخصی به ستاد رفت و آمد بکنیم. اطراف سربازخانه شاهپور را هم مخالفان محاصره کرده‌اند، به طوری که ۴۸ ساعت است که مأموران نتوانسته‌اند از آنجا غذا برای گروهان قرارگاه و سربازان نگهبان به ستاد ژاندارمری در میدان ۲۴ اسفند بیاورند.»

#### سپهبد عبدالله خواجه نوری
سپهبد خواجه نوری رئیس اداره سوم ستاد بزرگ ارتشتاران:
- «دربارهٔ شهربانی کشور. برابر گزارش رسیده به مرکز فرماندهی، تعداد زیادی از کلانتری‌ها را مخالفان اشغال کرده‌اند و اسلحه و مهمات و بی‌سیم‌های شهربانی به دست مخالفان افتاده است.»
- «چون از بعد از نصف شب دیشب تلفن‌های ستاد نیروی زمینی جواب نمی‌دادند، و گزارش‌ها نوبه‌ای قسمت‌ها هم به موقع به مرکز فرماندهی ستاد نرسیده، من اطلاعاتی بیش از آنچه که تیمساران گفتند ندارم تا به عرض برسانم.»

#### سرلشکر پرویز امینی افشار
سرلشکر پرویز امینی افشار رئیس اداره دوم ستاد بزرگ ارتشتاران:
- مخالفان مرکز پلیس را در میدان سپه به آتش کشیده‌اند.
- دیشب سربازان در بعضی از سربازخانه‌ها از جمله سربازخانه قصر از دیوار پریده و فرار می‌کردند.
- وضع داخلی یگان‌ها از لحاظ انضباط بسیار بد و وضعیت هرج و مرج در آنها حکمفرما است.
- در اطراف غالب سربازخانه‌ها اخلالگران اجتماع کرده و مشغول تظاهرات هستند، و در سربازخانه عشرت‌آباد با مأموران استحفاظی درگیر شده‌اند.

#### سپهبد هوشنگ حاتم
سپهبد حاتم جانشین رئیس ستاد بزرگ ارتشتاران:
- ارتش در موقعیت خاصی قرار گرفته است که نیروها بنا به اظهار فرماندهانشان قادر به انجام عملی نمی‌باشند.
- اعلیحضرت تشریف برده‌اند و بنا به اظهار نخست‌وزیر مراجعت نمی‌کنند.
- ماه‌هاست که امور کشور تعطیل است. آیت‌الله خمینی خواهان جمهوری اسلامی است. تمام ملت ایران هم عملاً در این مدت نشان داده‌اند که پشتیبان ایشان و خواستار جمهوری اسلامی هستند.
- آقای بختیار هم با توجه به اظهاراتش در مجلسین و حتی اظهارات دیروز در مجلس سنا، و همچنین مصاحبه‌هایش می‌خواهد جمهوری اعلان کند ولی طرفداری در بین مردم ندارد!
- به نظر می‌رسد اختلاف در این است که اعلام جمهوری در کشور به وسیله کی و چگونه صورت بگیرد.
- در ترکیه از این موارد پیش آمده که بین احزاب اختلاف شدید ایجاد شده که در نتیجه امور کشور به حال وقفه درآمده. ارتش خود را کنار کشیده و اعلام نموده است که در سیاست دخالت نمی‌کند و از ملت پشتیبانی می‌نماید.
- پیشنهاد من این است که در این مناقشه سیاسی هم ارتش خود را کنار کشیده و مداخله ننماید.

#### ارتشبد قره‌باغی
- اعلیحضرت علاوه بر دستور جلوگیری از خونریزی که همیشه بر آن تأکید می‌نمودند.
- ایشان در جلسه‌ای با حضور نخست‌وزیر و فرماندهان نیروهای سه‌گانه، پشتیبانی ارتش از دولت قانونی را امر فرموده‌اند
- در یکی از جلسات شرفیابی «حفظ تمامیت و وحدت ارتش شاهنشاهی» را نیز تأکید کرده و اضافه نمودند که در این مورد به وزیر جنگ هم اوامری فرموده‌اند.

#### سپهبد ناصر فیروزمند
سپهبد فیروزمند معاون ستاد بزرگ ارتشتاران اظهار نمود:
- من هم به منظور جلوگیری از خونریزی بیهود با پیشنهاد سپهبد حاتم موافقم ولی با توجه به خواسته اکثریت پرسنل نیروهای مسلح عقیده دارم که لازم است با ملت ایران همبستگی اعلام شود.

#### سپهبد عبدالمجید معصومی نائینی
سپهبد معصومی نائینی معاون پارلمانی وزارت جنگ:
- «اعلیحضرت از کشور خارج شده‌اند، آنچه روشن است این است که مراجعتی هم در بین نیست.
- ملت ایران مدت‌ها است یکپارچه نشان داده‌اند که طرفدار و خواستار آیت‌الله خمینی هستند و کسی طرفدار دولت آقای بختیار نمی‌باشد.
- مملکت دارد از بین می‌رود. آقای بختیار هم در این مدت عملاً نشان داده که در مقابل اراده ملت ایران قادر به عملی نیست.
- بنابراین من هم عقیده دارم که برای جلوگیری از خونریزی و خاتمه دادن به این وضعیت ناگوار اعلان همبستگی شود.

#### سپهبد امیر فرهنگ خلعتبری
سپهبد خلعتبری معاون اطلاعاتی فرمانده نیروی زمینی:
- به طوری که گفته شد آقای بختیار هم در تمام این مدت تلاش کرده است که جمهوری اعلان کند.
- همه می‌دانیم که ایشان به هیچ‌وجه طرفداری بین مردم و پرسنل نیروهای مسلح ندارد.
- به همین جهت من هم عقیده دارم که با ملت اعلان همبستگی شود.

#### سپهبد حسین جهانبانی
سپهبد حسین جهانبانی معاون پرسنلی فرمانده نیروی زمینی:
- ضمن موافقت با پیشنهاد سپهبد فیروزمند اضافه نمود: «بیش از یک ماه است که بارها ما در نیروی زمینی گفتیم باید همبستگی اعلام کنیم ولی توجه نکردند.»

#### ارتشبد جعفر شفقت
ارتشبد جعفر شفقت وزیر جنگ، ضمن موافقت با پیشنهاد سپهبد حاتم اظهار کرد:
- «باید ارتش را حفظ و از متلاشی شدن آن جلوگیری کنیم.»

#### ارتشبد حسین فردوست
ارتشبد حسین فردوست رئیس دفتر ویژه اطلاعات پس از تأیید پیشنهاد سپهبد حاتم اضافه نمود:
- «به نظر من هم دیر شده است.»

در انتهای جلسه و با توجه به پیشنهاد سپهبد حاتم ،ارتشبد قره‌باغی چینی گفت:
حالا که با توجه به اظهارات فرماندهان نیرو و وضعیت نیروهای مسلح و امکانات آنها پیشنهاد سپهبد حاتم مورد توجه تیمساران قرار گرفته و به منظور جلوگیری از خونریزی و حفظ تمامیت ارتش عده‌ای طرفدار اعلان بی‌طرفی و تعدادی دیگر خواهان اعلان همبستگی هستند، دو نکته را یادآوری می‌کنم:
اولاً به طوری که تیمساران اطلاع دارید برابر قوانین و مقررات، ارتش حق دخالت در سیاست را ندارد.
ثانیاً با توجه به اوامر اعلیحضرت در مورد حفظ وحدت و تمامیت ارتش بهتر است که وحدت نظر باشد. تیمساران هر نظری دارید بیان کنید تا بحث شود، بلکه شورا به اتفاق آراء تصمیم بگیرد.
پس از اظهارنظر و بحث چند نفر از جمله سرلشکر خسروداد فرمانده هوانیروز که طرفدار اعلان همبستگی بودند، و سپهبد حاتم اظهار نمود: «تیمساران به قدر کافی اظهارنظر کردند، اگر تیمسار ریاست ستاد اجازه می‌دهید رأی گرفته شود.» رأی گرفته شد. «بی‌طرفی ارتش» به اتفاق آراء مورد تصویب فرماندهان و رؤسای ادارات و سازمان‌های نظامی قرار گرفت.

## متن بیانیه
ارتش ایران وظیفهٔ دفاع از استقلال و تمامیت کشور عزیز ایران را داشته و تاکنون در آشوب‌های داخلی سعی نموده است با پشتیبانی از دولت‌های قانونی این وظیفه را به نحو احسن انجام‌دهد. با توجه به تحولات اخیر کشور، شورای عالی ارتش در ساعت ۱۰:۳۰ روز ۲۲ بهمن ۱۳۵۷ تشکیل و به‌اتفاق تصمیم گرفته شد که برای جلوگیری از هرج و مرج و خون‌ریزی بیشتر، بی‌طرفی خود را در مناقشات سیاسی فعلی اعلام و به یگان‌های نظامی دستور داده شد که به پادگان‌های خود مراجعت نمایند. ارتش ایران همیشه پشتیبان ملت شریف و نجیب و میهن‌پرست ایران بوده و خواهد بود و از خواسته‌های ملت شریف ایران با تمام قدرت پشتیبانی می‌نماید.

## امضاکنندگان
1. ارتشبد عباس قره‌باغی (رئیس ستاد بزرگ ارتشتاران)
2. ارتشبد جعفر شفقت (وزیر جنگ) پس از امضا منصرف شده و آن را خط زده است
3. ارتشبد حسین فردوست (رئیس دفتر ویژه اطلاعات)
4. سپهبد هوشنگ حاتم (جانشین رئیس ستاد بزرگ ارتشتاران)
5. سپهبد ناصر مقدم (رئیس ساواک و معاون نخست وزیر )
6. سپهبد عبدالعلی نجیمی نائینی (مشاور رئیس ستاد بزرگ ارتشتاران)
7. سپهبد احمدعلی محققی (فرمانده ژاندارمری کلّ کشور)
8. سپهبد عبدالعلی بدره‌ای (فرمانده نیروی زمینی شاهنشاهی ایران)
9. سپهبد خلبان امیرحسین ربیعی (فرمانده نیروی هوایی شاهنشاهی ایران)
10. دریاسالار کمال‌الدین میرحبیب‌اللهی (فرمانده نیروی دریایی شاهنشاهی ایران)
11. سپهبد عبدالمجید معصومی نائینی (معاون پارلمانی وزارت جنگ)
12. سپهبد جعفر صانعی (معاون لجستیکی نیروی زمینی)
13. دریاسالار اسدالله محسن‌زاده (جانشین فرمانده نیروی دریایی)
14. سپهبد حسین جهانبانی (معاون پرسنلی نیروی زمینی)
15. سپهبد محمد کاظمی (معاون طرح و برنامه نیروی زمینی)
16. سرلشکر کبیر (دادستان ارتش)
17. سپهبد خلیل بخشی‌آذر (رئیس اداره پنجم ستاد بزرگ ارتشتاران)
18. سپهبد علی‌محمد خواجه‌نوری (رئیس اداره سوم ستاد بزرگ ارتشتاران)
19. سرلشکر پرویز امینی افشار (رئیس اداره دوم ستاد بزرگ ارتشتاران)
20. سپهبد امیرفرهنگ خلعتبری (معاون عملیاتی نیروی زمینی)
21. سرلشکر محمد فرزام (رئیس اداره هفتم ستاد بزرگ ارتشتاران)
22. سپهبد جلال پژمان (رئیس اداره چهارم ستاد بزرگ ارتشتاران)
23. سرلشکر خلبان منوچهر خسروداد (فرمانده هوانیروز شاهنشاهی ایران)
24. سپهبد ناصر فیروزمند (معاون ستاد بزرگ ارتشتاران)
25. سپهبد موسی رحیمی لاریجانی (رئیس اداره یکم ستاد بزرگ ارتشتاران)
26. سپهبد محمد رحیمی آبکناری (رئیس آجودانی ستاد بزرگ ارتشتاران)
27. سپهبد رضا طباطبایی وکیلی (رئیس اداره بازرسی مالی ارتش)

سپهبدمهدی رحیمی (رئیس شهربانی کل کشور و فرماندار نظامی تهران) درجلسه شورای عالی ارتش قبل از تشکیل جلسه شرکت نکرد و زمانی که امرای ارتش برای تشکیل جلسه وارد دفتر ارتشبد قره باغی می‌شدند سپهبدمهدی رحیمی به قره باغی می‌گوید تیمسار من رانخست وزیر فراخوانده و اجازه بدهید من بروم نخست‌وزیری. قره باغی به وی می‌گوید بهتر نیست تیمسار ابتدا وضعیت شهربانی کل کشورو فرمانداری نظامی را برای من تشریح کنید. رحیمی می‌گوید ارتشبد قره باغی شما در جریان هستید که امور مربوط به شهربانی به کلی مختل گردیده و گویا نخست‌وزیر خیلی عجله دارد اجازه بدهید من بروم نخست‌وزیری قره باغی می‌گوید تیمسار سپهبد رحیمی پس دستور می‌دهم فوری بروید نخست‌وزیری من وضعیت شهربانی رابه جای شما در شورای فرماندهان تشریح می‌کنم. سپهبد مهدی رحیمی درکنفرانس مطبوعاتی ۲۳ بهمن ۱۳۵۷ که پس از دستگیری مقامات سابق برگزار شد نظر خود را چنین بیان داشته است ارتش هیچ وقت از ملت جدا نبوده ملت را در خودش می‌دیده ومن هم خودم را از ملت جدا نمی‌دانم

## سرنوشت امضاء کنندگان
برخی از امضاء کنندگان اعلامیه در چند روز نخست پیروزی انقلاب در سمت‌های خود باقی مانده و سپس برکنار شدند. برخی نیز سرنوشتی دیگر یافته و در دادگاه انقلاب به اعدام یا زندان محکوم شدند. معدودی نیز توانستند از ایران خارج گشته در بیرون از کشور زندگی کنند.
۱۱ تن نفر از ۲۷ امیر امضا کننده اعلامیه بی‌طرف ارتش کشته شدند. این امرا عبارت بودند از :منوچهر خسروداد ،عبدالعلی بدره‌ای، هوشنگ حاتم، ناصر مقدم، امیرحسین ربیعی، مهدی رحیمی، امیرفرهنگ خلعتبری، علی‌محمد خواجه‌نوری، خلیل بخشی‌آذر، پرویز امینی افشار و موسی رحیمی لاریجانی
از ۱۶ امیر دیگر، سپهبد عبدالعلی بدره‌ای در ۲۳ بهمن به دست یک درجه دار ترور و کشته شده و برخی از امراء مانند جلال پژمان، محمد رحیمی آبکناری پس از تحمل مدتی حبس از زندان خارج شدند. برخی دیگر نیز از کشور خارج شده یا در ایران مانده و به مرگ طبیعی درگذشتند.

## سایر واکنش‌ها

### سید روح‌الله خمینی
آیت‌الله خمینی نیز طی یک اعلان عمومی، عقب‌نشینی ارتش و عدم دخالت آنان در سیاست را اعلام کرده و بیان داشت:

ملت شجاع ایران! خواهران و برادران آگاه! تهران اکنون که به خواست خداوند متعال پیروزی نزدیک است و نیروی ارتش عقب‌نشینی و عدم دخالت خودشان را در امور سیاسی ابراز و پشتیبانی خودشان را از ملت اعلام کرده‌اند، ملت عزیز و شجاع با کمال مراقبت از اوضاع و در عین حفظ آمادگی برای دفاع احتمالی، در صورتی که نیروی ارتش به پادگانهای خود رفته‌اند، آرامش و نظم را حفظ نمایند. … این جانب به امرای ارتش اعلام می‌کنم که در صورت جلوگیری از تجاوز ارتش و پیوستن آنان به ملت و دولت قانونی ملی اسلامی، ما آنان را از ملت و ملت را از آنان می‌دانیم و مانند برادران با آنان رفتار می‌نماییم. 

### دولت موقت
نخست‌وزیر دولت موقت طی بیانیه از تیمسار قره باغی به دلیل همکاری و اعلان همبستگی ارتش تشکر کرده و این امر را پیروزی انقلاب دانست:
خوشوقتم بدین وسیله به ملت مبارز و مسلمان ایران که امروز در راه پر پیچ و خم و پرگردنه انقلاب نجات بخش خود با شنیدن اعلامیه مورخ ۲۲ بهمن ۱۳۵۷ شورای عالی ارتش به پیروزی دیگری نایل شده است تبریک بگویم. در این تصمیم امرای ارتش با کمال قدرت اعلام بی‌طرفی در امور سیاسی و پشتیبانی از تمام خواسته‌های ملت کردند و تیمسار ریاست ستاد ارتش (تیمسار قره باغی) در ملاقات حضوری همکاری خود را با دولت موقت اینجانب اظهار نمود. جا دارد از کلیه آقایان، افسران و سربازان نیز تشکر کنم.

### فرمانداری نظامی
به دنبال اعلان بی‌طرفی ارتش، سپهبد مهدی رحیمی فرماندار نظامی تهران نیز که پیش از این دستور بازداشت خمینی و بازرگان و ۱۰۰ نفر دیگر و انتقال آنها با کشتی به جزیره‌ای در خلیج فارس را صادر کرده بود، طی بیانیه‌ای به نفرات خود دستور داد تا به پادگان‌ها برگردند. او نیز همان روزهای اول اعدام شد.